# 段部

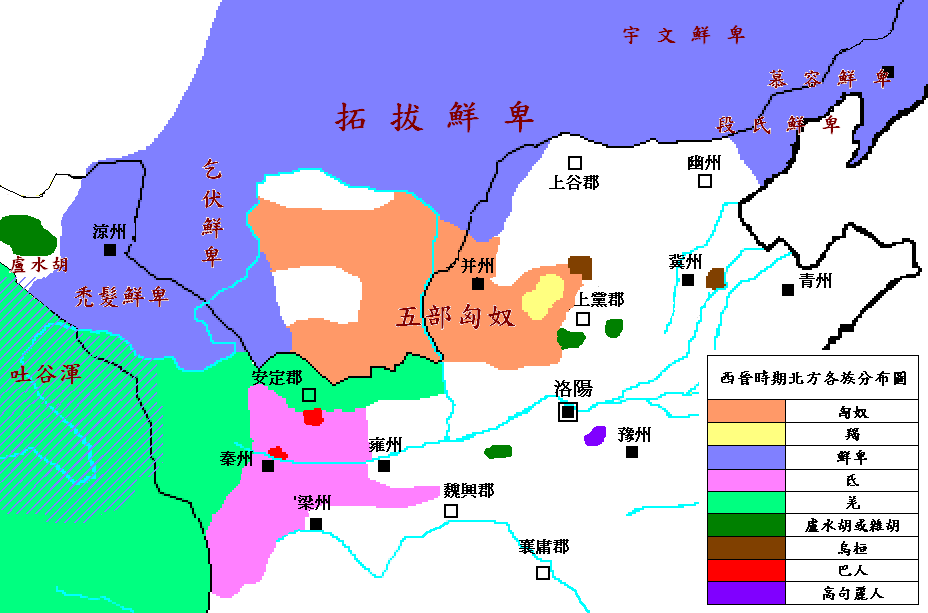
西晋時代の北方遊牧民族の領域

段部（だん ぶ、拼音：Duàn bù）は、中国の西晋時代から五胡十六国時代にかけて遼西地方に存在した鮮卑の一部族。

## 歴史

### 前史
段部の始祖である段日陸眷は幼い頃に売り飛ばされ、漁陽烏桓の大人である庫傉官の奴隷となった。漁陽で大飢饉が起きると、庫傉官は段日陸眷が強壮であることから、遼西に移って糧食を集めるよう命じた。段日陸眷はこれを機に庫傉官に叛いて自立すると、流亡の人々をかき集めてその勢力を強大化させ、かつて漢代に放棄された遼西郡令支県にある城郭を根拠地とした。
段日陸眷の死後は弟の段乞珍が位を継ぎ、その死後は子の段務勿塵が継いだ。段務勿塵は遼西の地を統べて西晋に臣従し、その部民は3万家余り、騎兵は4・5万にも及んだ。

### 王浚に従属
303年12月、幽州刺史王浚は幽州での地盤確立の為に、娘の1人を段務勿塵に嫁がせた。これ以降、王浚とは親密な関係となり、王浚の上表により遼西公に封じられた。
304年8月、王浚が成都王司馬穎討伐の兵を挙げると、段務勿塵は兵を派遣して援護した。
309年9月、漢（後の前趙）の将軍石勒が常山に襲来すると、段務勿塵らは10万を超える騎兵を率いて飛龍山で迎え撃ち、大勝を挙げた。
310年10月、これらの功績により大単于の印綬が授けられ、次子の段匹磾には左賢王の印綬が授けられた。段務勿塵が亡くなると、長子の段疾陸眷が位を継承した。
311年12月、西晋の并州刺史劉琨が幽州の民3万を略奪すると、段疾陸眷はこれを討伐して民を王浚に返還した。
312年12月、王浚が石勒の本拠地襄国へ侵攻すると、段疾陸眷は従弟の段末波・弟の段匹磾・段文鴦らと共に従軍し、迎え撃って来た石勒軍の諸将を全て撃破した。だが、石勒の将軍の孔萇より奇襲を受けて大敗を喫し、段末波が捕らえられた。石勒が段末波を人質として講和を求めると、段疾陵眷は鎧馬・金銀を送って段末波の弟3人を人質に差し出し、段末波と交換した。また、石勒と同盟を結び、彼の養子の石虎との間に義兄弟の契りを結んだ。段末波もまた石勒と父子の誓いを交わし、石勒を恩人として崇めるようになった。これにより、王浚と段部の間には亀裂が入った。
当時、中原が混乱により、大量の流民が段部の下へ身を寄せていたが、段疾陸眷とその兄弟は武勇一辺倒であり、士大夫を礼遇しなかったので、多くが慕容部に流れてしまったという。

### 分裂
313年、王浚は段疾陸眷と共に石勒を攻めようとしたが、段疾陸眷は石勒より手厚い賄賂を受け取っていたので応じなかった。4月、王浚は激怒し、代王拓跋猗盧・慕容部の大人慕容廆に段部を攻撃させたが、段疾陸眷は拓跋部を返り討ちにした。これにより慕容部も兵を退いた。
314年3月、石勒は薊城を攻略して王浚を滅ぼした。4月、薊城を守る寧朔将軍劉翰が石勒に背き、段匹磾を迎え入れた。これにより、薊城は段部の支配下に入った。王浚配下であった楽陵郡太守邵続もまた一度は石勒に帰順したが、すぐに離反して段匹磾に帰順した。怒った石勒が厭次を守る邵続を包囲すると、段匹磾は弟の段文鴦に救援させ、石勒軍を大破して多数の民を略奪した。段匹磾は朝廷より正式に幽州刺史に任じられ、勃海公に封じられた。これ以降、段匹磾は段疾陸眷から離れ、次第に独自行動を取るようになった。
316年4月、石虎が西晋の後将軍劉演の守る廩丘を攻撃すると、段匹磾は劉演に味方して邵続と段文鴦を救援に向かわせたが、廩丘は陥落した。
7月、段匹磾は西晋の大将軍劉琨と同盟を結ぶと、段疾陸眷・叔父の段渉復辰・段末波へ、共に石勒を討つよう呼びかけた。しかし、段末波は石勒への旧恩から拒絶し、段疾陸眷・段渉復辰も応じなかったので討伐は中止となった。
318年1月、段疾陸眷は病死すると、彼の子は幼かったので、段渉復辰が仮に継いだ。薊城を統治していた段匹磾は喪に服す為に令支に向かったが、この時密かに段末波と段驎（段務勿塵の従兄弟）を殺して国権を掌握しようと目論んでいた。だが、彼の側近が段末波にこの事を密告したので、段渉復辰・段末波・段驎らは兵を発して段匹磾を攻撃し、全滅に近い大損害を与えた。段匹磾はかろうじて薊城へ逃れたが、従軍していた劉羣（劉琨の嫡男）は捕らわれとなった。この時、段末波もまた政権掌握を目論んでおり、隙を突いて段渉復辰を襲撃した。これにより段渉復辰とその子弟を始め一派の者をみな誅殺すると、自ら単于を称して自立した（段驎を単于に推戴したともいわれる）。
これ以降、段末波は段匹磾と互いに攻め合うようになり、段部は分裂して部衆は離散してしまう事となった。

### 再び統一
4月、段末波は劉琨（段匹磾と同盟を結んでいた）を味方に引き入れようと思い、劉羣（劉琨の嫡男。段匹磾が敗れた際に捕らわれとなっていた）に劉琨へ内応を要請する書状を書かせ、密偵を放って送り届けさせた。その密偵は途中で捕まってしまったが、これにより段匹磾は劉琨の事を疑うようになった。劉琨の庶長子劉遵は段匹磾に誅殺されるのを恐れて反乱を起こしたが、段匹磾はこれを滅ぼした。さらに、代郡太守辟閭嵩・雁門郡太守王拠・後将軍韓拠は段匹磾暗殺を目論むも、事前に露見して一族もとろも誅殺された。5月、段匹磾は部下が劉琨を主君に推戴して反乱を起こすことを恐れ、劉琨を誅殺した。この事件が原因で漢人も胡人も段匹磾から離れていった。
5月、段匹磾は段末波より攻撃を受け、邵続の下に逃走しようとしたが、石勒配下の石越より攻撃を受けて敗れたので、再び薊城に戻った。
319年4月、段匹磾の兵は食糧不足のために四散したので、薊を離れて上谷に拠点を移した。だが、代王拓跋鬱律より攻撃を受け、段匹磾は邵続の統治する楽陵郡に身を寄せた。
12月、遼東を治める東晋の東夷校尉崔毖の呼びかけにより、段末波は慕容部討伐の兵を挙げ、宇文部・高句麗もまた呼びかけに応じてそれぞれ軍を動かした。三国連合軍は慕容部の本拠地棘城に攻撃を仕掛けたが、慕容廆の離間工作に引っ掛かり、兵を退却させた。
320年1月、段末波は段匹磾を攻撃して撃破したが、段匹磾は邵続の支援を受けて反撃し、段末波の軍はほぼ全滅した。段匹磾は勝ちに乗じて段文鴦と共に後趙領の薊城を攻撃したが、石勒はその隙をついて石虎に邵続の守る厭次を包囲させた。2月、邵続は出撃するも、石虎に敗れて捕らえられた。段匹磾は邵続が捕らわれた事を知ると、厭次に向かった。途上で石虎が道を塞いだが、段文鴦の奮戦により無事入城を果たし、段匹磾は邵続の一族である邵緝・邵存・邵竺・邵洎らと共に城を固守した。6月、後趙の将軍孔萇は段文鴦の陣営を攻めたが、段文鴦はこれに大勝した。
321年3月、石虎は厭次に進軍して段匹磾と戦い、配下の将軍孔萇は領内の諸城を陥落させた。段文鴦は数10騎を率いて出陣し、多くの兵を斬ったが、後趙の兵が四方から包囲を縮めると、段文鴦はついに力尽きて捕えられた。これにより城内の戦意が消失し、邵洎は城を挙げて石虎に降った。段匹磾は襄国へと護送され、やがて誅殺された。これにより段部は再び統一された。

### 慕容部との戦いと滅亡
325年3月、段末波は死去し、弟の段牙が後を継いだ。11月、段牙は令支から都を移したが、これに部族の民は大いに不満を抱いた。12月、初代大人段日陸眷の孫である段遼は位を簒奪しようと画策し、独断で遷都した罪をもって段牙を攻撃し、殺害すると自ら位を継いだ。段遼は東晋朝廷より幽州刺史・大単于に任じられ、331年2月には驃騎大将軍・幽州刺史・大単于に任じられ、北平公に封じられている。
333年10月、慕容部の大人慕容皝の庶兄である建威将軍慕容翰が段部へ亡命すると、段遼は彼を厚遇した。
11月、慕容皝の弟である征虜将軍慕容仁が反乱を起こして遼東を占拠すると、段遼は宇文部と共に慕容仁を支援した。
334年1月、慕容部の材官将軍劉佩が乙連に侵攻したが、返り討ちにした。
2月、慕容部領の徒河に侵攻するも失敗した。また、段遼の弟の段蘭と慕容翰を慕容部の本拠地柳城へ侵攻させたが、都尉石琮らに撃退された。
10日余りした後、再び段蘭と慕容翰を派遣して柳城を包囲させたが、攻略する事は出来ず、逆に千五百の兵を失った。寧遠将軍慕容汗・封奕らが救援として到来すると、段蘭は牛尾谷において大勝した。段蘭はこの勝ちに乗じて深く侵入しようと考えたが、慕容翰の反対により退却した。
336年6月、中軍将軍李詠に命じて慕容部領の武興に夜襲を掛けさせたが、雨により途中で中止し、軍を返した。李詠は慕容部より追撃を受け、生け捕られた。その後、段蘭に再び柳城攻撃に取り掛からせ、宇文部の大人宇文逸豆帰もまた呼応した。だが、慕容皝が柳城に進軍すると、段蘭も宇文逸豆帰も退却した。
7月、数千の騎兵を率いて慕容部へ侵攻したが、慕容皝は伏兵を配置して待ちかまえており、段遼は大敗を喫した。慕容皝の世子の慕容儁が段部の諸城を攻めると、段部は大敗を喫した。
337年3月、慕容皝は段部の本拠地である乙連城の東に好城を築き、段部を威圧した。4月、乙連では飢饉が深刻となっており、段遼は数千両の車で穀物を輸送しようとしたが、慕容部の将軍蘭勃はこれを奪い取った。
6月、段遼は従弟の段屈雲に騎兵を与え、興国城を守る慕容遵を夜襲させたが失敗し、敗残兵は尽く捕虜となった。
338年1月、段遼は後趙領の幽州へ侵攻し、幽州刺史李孟を易京へ撤退させた。同月、石虎は段部討伐の軍を興した。3月、慕容皝も石虎に呼応し、令支以北の諸城を攻撃して回った。段蘭は総力を持って迎撃にあたったが、慕容皝に大敗を喫して数千の兵を失った。また、石虎の侵攻により、段部勢力下の漁陽郡・上谷郡・代郡の諸太守は相継いで降伏した。段遼は妻子親族及び豪族千戸余りを率いて密雲山へ逃走を図ったが、石虎の将軍郭太・麻秋より追撃を受け、3千をの兵を失い、母と妻が捕らえられた。
12月、段遼は前燕に降伏の使者を派遣し、民と共に棘城へ送られた。その後、謀叛を起こそうとするも失敗し、配下の数十人と共に殺された。これにより、段部はいったん滅んだ。

### 一時的な復興
343年8月、段蘭もまた捕らえられて後趙へと送られたが、石虎は罪を赦し、鮮卑五千人を与えて元々の段部の本拠地であった遼西郡令支県に駐屯させた。これにより、後趙の従属化にはあったものの、段部は復興する事となった。段蘭は度々後趙に背いては石虎を煩わしたという。また、段末波の子である段勤もまた後趙に服属し、建義将軍に任じられた。
段蘭が死ぬと、子の段龕がこれに代わった。
350年1月、後趙の武徳王李閔（後の冉閔）の専横により国が乱れると、これに反旗を翻す者が相次いだ。この混乱に乗じ、段龕は衆を率いて広固に割拠すると、斉王を自称した。また、段勤は衆を率いて黎陽に移り、これを拠点とすると、趙王を自称して前燕に帰順した。
8月、段勤は同じく後趙から自立していた張賀度・劉国・靳豚らと共に冉閔のいる鄴へ侵攻したが、大敗を喫した。
351年2月、東晋朝廷により、段龕は鎮北将軍に任じられ、斉公に封じられた。
352年3月、段勤は胡人数万を従えて繹幕に割拠すると、趙帝を自称した。4月、前燕の建鋒将軍慕容覇（後の慕容垂）らが段勤討伐の兵を挙げると、段勤は弟の段思と共に城を挙げて降伏した。慕容儁は罪を赦して仕官させたが、やがて前燕の人に段勤は殺害された。
355年12月、前燕の撫軍将軍慕容恪は段龕討伐の兵を挙げると、黄河北岸に到達した。段龕の弟の段羆は敵が河を渡り切る前に迎撃するよう勧めたが、段龕は従わなかった。段羆は頑なまでに求めたため、段龕は怒って段羆を斬り殺した。
356年1月、慕容恪が河を渡ると、段龕は迎え撃ったが、大敗を喫して数千の兵が捕虜となった。段龕は広固に逃げ戻ると、慕容恪はそのまま軍を進め、広固を包囲した。
2月、慕容恪は長期戦の構えを取った。また、段龕の治める諸城に降伏を促し、段龕配下の徐州刺史王騰・索頭部の単于薛雲らを帰順させた。
8月、段龕は東晋に救援を要請すると、穆帝は徐州刺史荀羨を救援に派遣したが、荀羨は前燕軍を恐れて進軍しなかった。
10月、慕容恪が糧道を断ったので、広固城内では飢餓により共食いが発生する有様であった。追い詰められた段龕は城から打って出るも慕容恪に敗れ、かろうじて単騎で城内に逃げ戻ったが、取り残された兵は全滅した。
11月、段龕は遂に降伏を決断し、面縛して出頭した。段龕は目を潰された後に殺され、その配下3千人余りは生き埋めとなった。これにより、段部は完全に滅亡した。

## 歴代の大人
| 代 | 姓・諱   | 在位            | 続柄             | 備考                                                               |
| -- | -------- | --------------- | ---------------- | ------------------------------------------------------------------ |
| 1  | 段日陸眷 | ?年 – ?年       |                  | 『晋書』では「段就陸眷」。                                         |
| 2  | 段乞珍   | ?年 – ?年       | 段日陸眷の弟     | 「段階」とも。                                                     |
| 3  | 段務勿塵 | ?年 – 311年頃   | 段乞珍の子       | 『魏書』では「段務目塵」。                                         |
| 4  | 段疾陸眷 | 311年頃 – 318年 | 段務勿塵の子     | 『魏書』では「段就六眷」。『晋書』「元帝本紀」では「段眷」。       |
| 5  | 段渉復辰 | 318年           | 段務勿塵の弟     | 『晋書』「石勒載記」では「段截附真」。同「元帝本紀」では「段辰」。 |
|    | 段驎     | 318年 – ?年     | 段務勿塵の従兄弟 | 『晋書』「石勒載記」では「段忽跋隣」。『魏書』では「段羽鱗」。     |
| 6  | 段末波   | 318年 – 325年   | 段疾陸眷の従弟   | 『晋書』では「段末杯」。『資治通鑑』では「段末柸」。               |
| 7  | 段牙     | 325年 – ?年     | 段末波の弟       |                                                                    |
| 8  | 段遼     | ?年 – 338年     | 段日陸眷の孫     | 『魏書』では「段護遼」。                                           |
| 9  | 段蘭     | 338年 – ?年     | 段遼の弟         | 『魏書』では「段鬱蘭」。                                           |
| 10 | 段龕     | ?年 – 357年     | 段蘭の子         |                                                                    |
|    | 段勤     | ?年 – 359年     | 段末波の子       |                                                                    |

## 参考資料
- 『魏書』（列伝第九十一）
- 『晋書』（恵帝紀、元帝明帝紀、成帝康帝紀、列伝第三十二、第三十三、石季龍載記上、慕容皝載記）
- 『資治通鑑』（巻第八十五 -巻第百）